# Epomops
Epomops és un gènere de ratpenats de la família dels pteropòdids. Les espècies d'aquest grup viuen totes a l'Àfrica subsahariana i s'alimenten principalment de fruita.
El gènere conté les espècies següents:
- Ratpenat de xarretera de Buettikofer, Epomops buettikoferi
- Ratpenat de xarretera de Dobson, Epomops dobsoni
- Ratpenat de xarretera de Franquet, Epomops franqueti